# Lithofyt

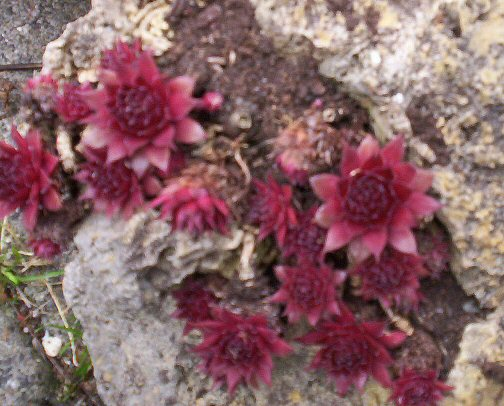
Huislook

Lithofyten zijn planten (met inbegrip van of korstmossen) met stenen of rotsen als substraat. Men onderscheidt epilithofyten die aan de buitenkant van de rots of in spleten groeien en endolithofyten binnenin het gesteente De herkomst van de woorden is Grieks: Lithos betekent steen, phyton plant en epi- op.
Lithofytische (of saxicole) soorten zijn aangepast aan droge omstandigheden, weinig strooisel en nutriënten, vaak direct zonlicht en soms extreme pH. Ze nemen geen water uit de grond op, maar adsorberen regen, dauw, smeltwater, of water dat over het steen loopt. Lithofyten halen hun voeding uit mossen, nutriënten in regenwater, afval, of zelfs hun eigen dode weefsel.
Wanneer het gesteente tot niet meer dient dan voor houvast, dan komen ook andere harde materialen als substraat in aanmerking. Kunstmatige materialen als beton en dakpannen zijn nog steenachtig, maar lithobiontische soorten worden ook aangetroffen op hout (planken) en zelfs metaal. Sommige normaliter rotsbewonende varens als de steenbreekvaren, de zwartsteel, en de tongvaren worden soms ook op de grond (zand) gevonden.
Vele varens, enkele orchideeën- (Paphiopedilum en Phalaenopsis) en bromelia-geslachten groeien epilitisch. Sommige korstmossen groeien endolithisch.